# سفارة الدنمارك في اليابان
سفارة الدنمارك في اليابان هي أرفع تمثيل دبلوماسي لدولة الدنمارك لدى اليابان. تقع السفارة في وهي تهدف لتعزيز المصالح الدنماركية في اليابان.

## وصلات خارجية
- قائمة سفارات الدنمارك
- قائمة السفارات في اليابان